# Mistrzostwa Europy w Wioślarstwie 2008 – dwójka podwójna wagi lekkiej kobiet
Dwójka podwójna wagi lekkiej kobiet (LW2x) – konkurencja rozgrywana podczas Mistrzostw Europy w Wioślarstwie 2008 w Atenach między 19 a 20 września.

## Harmonogram konkurencji
| Wydarzenie               | Runda      |
| ------------------------ | ---------- |
| Piątek, 19 września 2008 | Eliminacje |
| Piątek, 19 września 2008 | Repasaże   |
| Sobota, 20 września 2008 | Finał B    |
| Sobota, 20 września 2008 | Finał A    |

## Medaliści
| Złoto                                        | Srebro                                       | Brąz                                   |
| Grecja · Chrisi Biskidzi · Aleksandra Tsiawu | Polska · Weronika Deresz · Ilona Mokronowska | Węgry · Zsófia Novák · Zsuzsanna Hajdú |

## Wyniki

### Eliminacje
Reguła kwalifikacji: 1 → FA, 2.. → R

#### Eliminacje 1
| Miejsce | Zawodnik                               | Kraj     | Czas    | Uwagi |
| ------- | -------------------------------------- | -------- | ------- | ----- |
| 1       | Chrisi Biskidzi Aleksandra Tsiawu      | Grecja   | 7:11,48 | FA    |
| 2       | Laura Tibitanzl Anja Noske             | Niemcy   | 7:16,56 | R     |
| 3       | Sniażana Ciszkiewicz Hanna Bandarewicz | Białoruś | 7:19,68 | R     |
| 4       | Zsófia Novák Zsuzsanna Hajdú           | Węgry    | 7:23,42 | R     |

#### Eliminacje 2
| Miejsce | Zawodnik                           | Kraj            | Czas    | Uwagi |
| ------- | ---------------------------------- | --------------- | ------- | ----- |
| 1       | Weronika Deresz Ilona Mokronowska  | Polska          | 7:08,99 | FA    |
| 2       | Frances Fletcher Andrea Dennis     | Wielka Brytania | 7:19,63 | R     |
| 3       | Agnes Sperrer Michaela Taupe-Traer | Austria         | 7:25,56 | R     |

### Repasaże
Reguła kwalifikacji: 1-4 → FA
| Miejsce | Zawodnik                               | Kraj            | Czas    | Uwagi |
| ------- | -------------------------------------- | --------------- | ------- | ----- |
| 1       | Laura Tibitanzl Anja Noske             | Niemcy          | 7:26,59 | FA    |
| 2       | Agnes Sperrer Michaela Taupe-Traer     | Austria         | 7:27,15 | FA    |
| 3       | Zsófia Novák Zsuzsanna Hajdú           | Węgry           | 7:27,94 | FA    |
| 4       | Frances Fletcher Andrea Dennis         | Wielka Brytania | 7:28,49 | FA    |
| 5       | Sniażana Ciszkiewicz Hanna Bandarewicz | Białoruś        | 7:31,18 | FB    |

### Finał B
| Miejsce | Zawodnik                               | Kraj     | Czas | Uwagi |
| ------- | -------------------------------------- | -------- | ---- | ----- |
| 1       | Sniażana Ciszkiewicz Hanna Bandarewicz | Białoruś |      |       |

### Finał A
| Miejsce | Zawodnik                           | Kraj            | Czas    | Uwagi |
| ------- | ---------------------------------- | --------------- | ------- | ----- |
|         | Chrisi Biskidzi Aleksandra Tsiawu  | Grecja          | 7:02,71 |       |
|         | Weronika Deresz Ilona Mokronowska  | Polska          | 7:04,98 |       |
|         | Zsófia Novák Zsuzsanna Hajdú       | Węgry           | 7:08,80 |       |
| 4       | Frances Fletcher Andrea Dennis     | Wielka Brytania | 7:12,74 |       |
| 5       | Agnes Sperrer Michaela Taupe-Traer | Austria         | 7:12,88 |       |
| 6       | Laura Tibitanzl Anja Noske         | Niemcy          | 7:13,26 |       |